# La Cité Mirage
La Cité Mirage (titre original : City of Sorcery) est un roman du Cycle de Ténébreuse, écrit par Marion Zimmer Bradley, publié en 1984.